# Viemme
Viemme (en wallon Vieme-dilé-Wareme) est une section de la commune belge de Faimes, située en Région wallonne dans la province de Liège.
C'était une commune à part entière avant la fusion des communes de 1977. Viemme aurait été habité dès la fin de l'époque néolithique, vers 2000 ans avant notre ère ; une villa romaine aurait existé à Viemme.

## Toponymie
Le nom du village est apparu pour la première fois à l'époque carolingienne sous le vocable de 'viermin', qui est devenu 'vermia', en 1242 ; ce mot signifiait 'courant, source'. En 1497, la localité s'appelait 'Vierme', et 'Viemme' vers la fin du XVIe siècle.

## Démographie
- Sources:INS, Rem:1831 jusqu'en 1970=recensements, 1976= nombre d'habitants au 31 décembre